# Feyenoord ONE
Feyenoord ONE is een Nederlandse OTT-streamingdienst van voetbalclub Feyenoord. De streamingdienst biedt content omtrent de Rotterdamse voetbalclub. Feyenoord volgde hiermee als eerste Nederlandse club het voorbeeld van buitenlandse clubs als Liverpool, Real Madrid en Juventus.

## Aanbod
Het aanbod van de dienst bestaat onder andere uit exclusieve documentaires, videoseries en podcasts, volledige (historische) wedstrijden, (live) persconferenties, voorbeschouwingen en uitgebreide samenvattingen en interviews van Feyenoord 1 en Feyenoord V1.
Bij de lancering op 10 januari 2024 waren er al meer dan 30 documentaires en series te zien op het platform. Later volgden onder andere Gimenez over Santiago Giménez, Kind van Zuid over Lutsharel Geertruida en Rising Stars over de prestaties van Feyenoord Onder 19, onder leiding van Robin van Persie, in de UEFA Youth League van 2023/24.
Feyenoord ONE biedt tevens de mogelijkheid om (oefen)wedstrijden te livestreamen, zoals oefenwedstrijden van Feyenoord 1, jeugdwedstrijden en de UEFA Youth League-wedstrijden van Feyenoord JO19. In aanloop naar het seizoen 2024/25 werden de registraties van de livewedstrijden van Feyenoord 1 en Vrouwen 1 uitgebreid met voor- en nabeschouwingen. Mascha Lange en Jacob van Katwijk namen hierbij de presentatie voor hun rekening. Onder andere Ali Boussaboun, Ruben Schaken en Kaj Ramsteijn fungeerden als analist. Philip van Es en Sander Verrips functioneren als commentatoren, terwijl ook Van Katwijk regelmatig als commentator te horen is bij jeugdwedstrijden.
Het platform biedt daarnaast ruimte aan speciale uitzendingen, zoals de viering van de tachtigste verjaardag van Willem van Hanegem in De Doelen en de nieuwjaarsreceptie van de club.

## Producties
Enkele producties die exclusief voor Feyenoord ONE werden geproduceerd zijn:
- Dávid Hancko: Think First, Act Second
- De Klank Van
- Duizenden Kelen
- Escolinha Feyenoord
- European Memories
- Gimenez
- Hartman
- Kind van Zuid: Lutsharel Geertruida
- Milestones
- Rewind
- Rising Stars
- We Zullen Wat Beleven

Voor de producties werkte de club samen met productiehuis B.made, wat sinds 2012 bij Feyenoord betrokken is en onder andere verantwoordelijk was voor Feyenoord TV. In 2025 begon Feyenoord met het opzetten van een in-house productiebedrijf, Feyenoord Creative Studio, binnen de afdeling Marketing & Media.

## Prijsbeleid
Vanaf het seizoen 2024/25 is een lidmaatschap op de dienst 25 euro per seizoen voor seizoenkaarthouders en Legioen-leden, terwijl overige supporters 50 euro per jaar kwijt zijn aan Feyenoord ONE.